# Fissidens dealbatus
Fissidens dealbatus är en bladmossart som beskrevs av J. D. Hooker och William M. Wilson 1854. Fissidens dealbatus ingår i släktet fickmossor, och familjen Fissidentaceae. Inga underarter finns listade i Catalogue of Life.